# Карта на Пири Реис
Картата на Пири Реис е карта на света, съставена през 1513 г. по сведения на османското военното разузнаване от османския адмирал и картограф Пири Реис. Около една трета от картата е оцеляла; фрагментът показва с голяма точност западното крайбрежие на Европа и Северна Африка и бреговете на Бразилия. Изобразени са различни острови в Атлантическия океан, включително Азорските и Канарските острови, както и митичният остров Антилия и може би Япония.
Историческото значение на картата е в демонстрацията на обхвата на световното усвояване на Новия свят към 1510 г., и в твърдението ѝ, че е използвана карта на Христофор Колумб (която е изгубена) като източник. В картата са използвани десет арабски източника; четири индийски карти, идващи от Португалия и една на Колумб. Картата дълго време е в центъра на вниманието на псевдоисторическите твърдения за стари изследвания на крайбрежието на Антарктида, направени преди епохата на Великите географски открития.

## Описание
Картата е запазената западна третина от картата на света, изготвена на пергамент от кожа на газела, със съобщени размери 90×63 cm, 86x60 cm, 90x65 cm, 85×60 cm 87×63 cm и 86×62 cm. Тези различия до голяма степен се дължат на повредения ъгъл. Оцелелите части на първо място описват западното крайбрежие на Африка и източното крайбрежие на Южна Америка. Картата е подписана от Пири Реис, адмирал от Османската империя, географ и картограф, и е датирана от месец мухарам от ислямската 919 година, еквивалент на 1513 г. от нашата ера. Тя е представена на турския султан Селим I през 1517 г. В легендата към картата Пири Реис описва, че тя е основана на двадесет графики и mappae mundi (т.е. „карти на света“). Според Реис, тези карти включват осем птолемееви карти, арабска карта на Индия, четири новосъставени португалски карти от Синд, Пакистан и карта на Христофор Колумб на западните земи. Надпис 6 на картата гласи:

„Съставих я от осем Jaferyas от този вид и една арабска карта на Хинд [Индия], и от четирите новосъставени португалски карти, които показват страните на Синд [днес в съвременен Пакистан], Хинд и Чин [Китай] геометрично начертани; и от карта, съставена от Qulūnbū [Колумб] в западния регион. Чрез намаляването на всички карти в един мащаб е постигната тази окончателна форма, така че тази карта на тези земи се разглежда от моряците като толкова точна и надеждна, колкото са точността и надеждността на Седемте морета на гореспоменатите карти.“.

Има научен спор за това дали 20-те графики и mappae mundi в надписа на Реис включват осем птолемееви карти, четири португалски карти, арабската карта и картата на Колумб. Според едната гледна точка, броят графики и mappae mundi, използвани от Пири е 20, докато според другата това може да означава общ брой от 34. Някои изследователи твърдят, че картите-източници са открити в древната Александрийска библиотека, на базата на загатвания на Пири Реис за Александър Македонски, основателя на Александрия; Птолемей I, който управлява Александрия през 4 век пр.н.е. и Клавдий Птолемей, гръцки географ и картограф, живял в Александрия през 2 век. Грегъри Макинтош твърди че „Арабските писатели често бъркат Клавдий Птолемей, географът от 2 век, с Птолемей I, един от генералите на Александър... Пири Реис без съмнение е направил същата грешка, в резултат на което е вярвал, че диаграмите и карти са от времето на Птолемей I вместо от това на Клавдий Птолемей.“.

## История
Картата е открита по щастлива случайност на 9 октомври 1929 г., чрез работата по филологическия труд на немския теолог Густав Адолф Дайсман (1866 – 1937). Той е назначен от турското Министерство на образованието да каталогизира неислямските творби в библиотеката на двореца Топкапъ. По искане на Дайсман за търсене из двореца на стари карти и диаграми, управителят Халил Едем (1861 – 1938) успява да намери някои пренебрегнати и забравени материали, които предава на Дайсман. Осъзнавайки, че картата може да бъде уникална находка, теологът я показва на ориенталиста Паул Кале, който я определя като карта, съставена от Пири Реис. Откритието предизвиква международна сензация, тъй като представлява единственото известно тогава копие на карта на света от Христофор Колумб (1451 – 1506), и е единствената карта от 16 век, която показа Южна Америка в географски правилното ѝ надлъжно положение спрямо Африка. Географите са прекарали няколко века в безуспешно търсене на „изгубената карта на Колумб“, която предполагаемо е нарисувана от него, когато е бил в Западните Индии.
След като прочита за откритието на картата в The Illustrated London News, държавният секретар на САЩ, Хенри Стимсън, се свързва с посланика на САЩ в Турция, Чарлз Шерил и го моли да проведе разследване, за да открие картата-източник на Колумб, която по негово мнение, е може би в Турция. От своя страна, турското правителство изпълнява искането на Стимсън, но опитите за намиране на който и да е от оригиналните източници са неуспешни.
Картата на Пири Реис се намира в библиотеката на двореца „Топкапъ“ в Истанбул, Турция, но обикновено не се излага пред публика.
Картата е изобразена на обратната страна на турската банкнота от 10 милиона лири в периода 1999 – 2005 г. и на по-новите банкноти от 10 лири (2005 – 2009 г.).

## Анализ
Картата е портолан, както е показано от четирите компасни рози (две големи и две малки), от които излизат радиални линии. Някои анализи смятат, че картата е азимутна равноотдалечена проекция с център Кайро, но през 1998 г. анализ на Стивън Дъч от Университета Грийн Бей в Уисконсин показва че по-точното място е точка в района на кръстосването на съвременния нулев меридиан и екватора. По краищата на картата има обширни бележки на османски турски, както и по някои вътрешни части, които в по-голямата си част са неточни и нереални.
Иберийският полуостров и крайбрежието на Африка са изобразени акуратно; а от Америките, северната част на южноамериканското крайбрежие е достатъчно точна и правилно изобразена спрямо Африка. Голяма част от Карибите е показана доста точно и, изглежда, отразява картите на Колумб за региона. Областта, представляваща Северна Америка няма почти нищо общо с нейната реална брегова линия (което не е учудващо, тъй като по това време тя е все още почти не е проучена), с изключение на една проекция, които може би е Нюфаундленд, а островът с надпис Антилия всъщност може би е Нова Скотия, тъй като има бележка към него, която се отнася до легендарните пътувания на Свети Брендан. Има предположения, че този регион може да представлява азиатския бряг. Групите острови в източната част на Атлантическия океан са точно поставени, но са изобразени извън мащаба.
Въпреки че има чести твърдения за високата точност на картата, Макинтош, сравнявайки картата на Пири Реис с няколко други карти-портолани от тази епоха, установява, че

„Картата на Пири Реис не е най-точната карта от 16 век, както обикновено се твърди; има много, много карти на света нарисувани през останалите осемдесет и седем години на този век, които са много по-добри от нея по точност. Картите на Рибейру от 1520-те и 1530-те години, картата на Ортелиус от 1570 г. и картата на Райт-Мулиньо от 1599 г. (най-добрата карта от 16 век) са само някои от добре известните примери.“.

### Антарктическият бряг
Има два основни различия от известните крайбрежия: брегът на Северна Америка и южната част на южноамериканското крайбрежие. На картата на Пири Реис, Южна Америка е показана като огъваща се рязко на изток, като това започва около днешния град Рио де Жанейро. По-популярното тълкуване на тази територия е определянето ѝ като Земя на кралица Мод от крайбрежието на Антарктида. Това твърдение може да се проследи до Арлингтън Малъри, цивилен инженер и любител археолог, който е привърженик на хипотезите за доколумбовите презокеански контакти. Макар че неговите твърдения не са добре приети от учените, те са съживени от Чарлз Хапгуд и неговата книга от 1966 г. „Карти на древните морски крале“. Книгата предлага теорията за глобални изследвания от неоткрита цивилизация от предкласическата епоха, въз основа на анализите на Хапгуд на тази и други древни и средновековни карти. По-късно, тези твърдения са повторени от Ерих фон Деникен в „Колесницата на боговете“ (която отдава знанието за тези брегове на извънземни) и книгата на Гевин Мензис 1421: „Годината, в която Китай откри света“ (която смята, че то се дължи на предполагаеми китайски пътешествия). И двете книги са категорично осъдени както от учените, така и от отричащите елементарните произведения, но привличат огромна популярност.
По-трезвен анализ на твърденията е публикуван от Грегъри Макинтош, историк на картографията, който разглежда подробно картата в книгата си „Картата на Пири Реис от 1513 година“ (Athens and London: University of Georgia Press, 2000). Той успява да намери повечето от източниците на картата в записките на Колумб. Определени странности (като например появата на Вирджинските острови на две места) той отдава на използването на няколко карти като източници; други (например грешките в географията на Северна Америка) открива в продължаващото по това време объркване на региона с Източна Азия. Що се отнася до точността на предполагаемия антарктически бряг, той посочва две очевидни грешки. На първо място, той е показан на стотици километри на север от правилното си местоположение; второ, протокът на Дрейк липсва напълно, като Антарктическия полуостров изглежда е свързван с аржентинското крайбрежие. Определянето на тази област от картата, като ледените брегове на Антарктида, също е трудно да се съчетае с маркировките по картата, които показват региона като имащ топъл климат.
Картите от този период обикновено изобразяват голям континент, наричан Тера Аустралис Инкогнита – с най-различни форми и география. Тази земя е предложена още от Клавдий Птолемей като противотежест на обширните континентални области в северното полукълбо. Поради липсата на географски открития и различни недоразумения, нейното съществуване не е напълно изоставено до околосветското пътешествие в района по време на второто пътуване на Джеймс Кук през 1770-те години, което показва, че ако континентът Тера Аустралис съществува, той би бил много по-малък, отколкото се е предполагало преди това. Първото потвърдено акостиране в Антарктида се състои чак през 1820 г., а по крайбрежието на Земята на кралица Мод не са извършени значими картографски работи преди норвежката експедиция, започнала през 1891 г. През 1513 г. нос Хорн още не е бил открит, а околосветското пътешествие на Фернандо Магелан започва шест години по-късно. Не е ясно дали картографът е гледал на самата Южна Америка като част от непознати южни земи (както са показани в атласа на Милер), или (както Дъч смята) той е рисувал това, което е известно тогава за крайбрежието с големи неточности. Така или иначе, сериозната научна общност смята, че няма причина да се твърди, че картата е продукт на автентично познание за бреговете на Антарктида.